# Samuel Rousseau
Samuel Alexandre Rousseau, född den 11 juni 1853 i departementet Aisne, död den 1 oktober 1904 i Paris, var en fransk tonsättare.
Rousseau, som var lärjunge till César Franck och Bazin vid Pariskonservatoriet, vann Rompriset 1878 och staden Paris pris för sin opera Mérowig 1892. Vidare fick han operan La cloche du Rhin uppförd på Stora operan 1898 och Milia på
Opéra comique 1904. 
Han skrev vidare mässor, orgel- och pianostycken samt smärre saker för kammarmusik och för sång. Rousseau var kapellmästare vid kyrkan S:te Clotilde, harmoniprofessor vid konservatoriet samt ett tiotal år kördirigent vid konservatoriekonserterna och verkade även som musikrecensent.